# Хоруживка
Хоруживка е село в Североизточна Украйна, Сумска област.
Намира се на 111 м надморска височина. Разстояние до Киев: 230 км. Населението е 831 души.
В Хоруживка на 23 февруари 1954 година е роден политикът Виктор Юшченко.